# 郑墩镇
郑墩镇，是中华人民共和国福建省南平市松溪县下辖的一个乡镇级行政单位。
历史沿革：
宋至道二年（996年），属善政乡杉溪里，并沿至清末。
民国十七年（1928年），属杉溪区，后属花桥区、松源镇。
民国三十年（1941年），设郑墩乡，属花桥区。
民国三十八年（1949年）9月，设郑墩、梅口2乡，属花桥区。
1956年，改乡为郑墩区。
1958年10月，撤销郑墩区，改设卫星公社。
1966年8月，卫星公社改名为郑墩公社。
1984年10月，撤销郑墩公社，改设郑墩乡。
1989年6月，撤销郑墩乡，改设郑墩镇。

## 行政区划
郑墩镇下辖以下地区：
郑墩村、洋墩村、黄沙村、青山村、九龙村、双源村、南坑村、新铺村、梅口村、万前村、前进村、夙屯村、张屯村、杉溪村和林屯村。